# Rosa Rosà
Rosa Rosà, Pseudonym, verheiratet Edith Arnaldi, (geboren als Edith von Haynau 18. November 1884 in Wien, Österreich-Ungarn; gestorben 1978 in Rom) war eine italienische Schriftstellerin und Künstlerin des Futurismus.

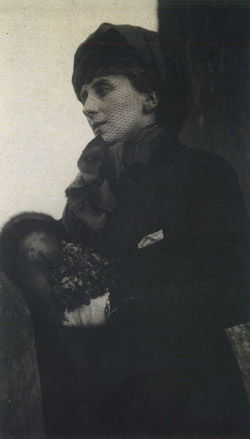
Edith Arnaldi alias Rosa Rosà (um 1930)

## Leben
Edith von Haynau war die Tochter von Ernst Baron von Haynau und Harriet Mautner von Markhof. Ihr Vater kam aus einer Familie des österreichischen Offizierskorps und Beamtenadels. Sie besuchte als höhere Tochter für zwei Jahre die Wiener Kunstschule für Frauen und Mädchen.  
1908 heiratete sie den italienischen Juristen und Journalisten Ulrico Arnaldi, der ebenfalls künstlerische Ambitionen hatte; sie zogen nach Rom und bekamen zwischen 1909 und 1915 vier Kinder.
Als Italien 1915 in den Ersten Weltkrieg eintrat und ihr Mann als Soldat eingezogen wurde, kam sie in Kontakt mit Filippo Tommaso Marinetti, dem Hauptvertreter des italienischen Futurismus, und
nahm den Künstlernamen Rosa Rosà an, den sie vom Ort Rosà im Veneto ableitete. Für die in Florenz herausgegebene Zeitschrift L'Italia Futurista, in der als erster literarischer Zeitschrift auch Beiträge von Frauen veröffentlicht wurden, verfasste Rosà zwischen 1916 und 1918 die Beiträge Romanticismo sonnambulo und Moltitudine in italienischer Sprache. 1918 veröffentlichte sie ihren ersten Roman, La donna con tre anime (dt. etwa Die Frau mit drei Seelen), der heute als Vorgriff auf den literarischen Surrealismus gesehen wird, und 1919 einen zweiten mit dem Titel Non c'è che te! (dt. etwa Es gibt nichts als Dich).
1917 begann Rosà damit, Illustrationen für Bücher zu fertigen, zunächst für Sam Dunn è morto von Bruno Corra, in magischem Stil. 1921 schuf sie 40 Illustrationen für eine Ausgabe von Tausendundeine Nacht, illustrierte das persische Papageienbuch für eine deutsche Übersetzung, die 1922 in Wien gedruckt wurde, und illustrierte Arnaldo Ginnas frühsurrealistisches Buch Le locomotive con le calze. Zwischen 1920 und 1922 war sie Autorin für die Zeitschrift La donna. Als Malerin war sie 1919 in der Esposizione futurista internazionale in Mailand, Genua und Florenz vertreten und nahm auch an der Futuristenausstellung 1922 in Berlin teil.
An künstlerischen Tätigkeiten hat Rosa Rosà außer Literatur und Malerei auch Bildhauerei und Töpferei betrieben. 
Gegen Ende ihres langen künstlerisch aktiven Lebens veröffentlichte sie zwei kulturhistorische Bücher über den Mittelmeerraum: Eterno mediterraneo (1964, dt. etwa Ewiges Mittelmeer) und Il fenomeno Bisanzio (1970, dt. etwa Phänomen Byzanz). Zwei weitere Romane, La casa della felicità (dt. etwa Das Haus des Glücks) und Fuga dal labirinto (dt. etwa Flucht aus dem Labyrinth), sowie ihre Autobiografie Il Danubio è grigio (dt. etwa Die Donau ist grau) blieben unvollendet.

10 liriche di Mario Carli (1918)

## Werke
- Rosa Rosà: Una donna con tre anime. Studio Editoriale Lombardo, Milano 1918
  - Claudia Salaris (Hrsg.): Rosa Rosá. Una donna con tre anime. Romanzo futurista.  Edizioni delle donne, Milano 1981
- Rosa Rosà: Non c'è che te!. Facchi, Milano 1919
- Das persische Papageienbuch / [Dijā'-ad Din Nahšabi], nacherzählt von Ernst Roenau. Mit Buchschmuck von Rosà. Artur Wolf, Wien 1922. Link zum Buch mit den Abbildungen
- Edith Arnaldi: Eterno mediterraneo. Edizioni Sepa, Roma 1964
- Edith Arnaldi: Il fenomeno Bisanzio. Pan, Milano 1970